# Bundesautobahn 2
Bundesautobahn 2 eller A 2 er en motorvej i Tyskland. Den forbinder Ruhr-distriktet med Berlin. Den kaldes også Warschauer Allee.